# 王兆槐
王兆槐（1906年4月20日—1986年8月），别号铁厂、铁庵，字恩贻，浙江遂安人。
王兆槐毕业于杭州体育专科师范学校、黄埔军校第四期步科。毕业后，历任北伐总司令部上尉参谋、第五十二师副官处长、第五十二师第一五五旅第六团中校团附、浙江省保安处股长、淞沪警备司令部侦缉队长。抗日战争期间，1938年时曾为设计诱捕韩复榘的执行者。同年起，在军事委员会历任调查统计局桂林办事处主任、特务总队总队长、西安监察分处少将处长、特务第五团少将团长、水陆交通统一检查处第二组组长等职。后又担任过财政部战时货运管理局豫皖货运管理处处长，交通部京沪区铁路管理局警务处处长、副局长、局长。1948年，当选第一届国民大会代表。
赴台后担任国防部少将高参。1962年退役后，还曾出任交通银行董事、第一届国民大会第四次大会主席团主席、国大国民党党部常务委员、光复大陆设计研究委员会研究委员。